# Pseudoterpna fasciata
Pseudoterpna fasciata là một loài bướm đêm trong họ Geometridae.